# Stanisław Kraiński (chorąży)
Stanisław Kraiński (ur. 13 listopada 1898 w Byczynie, zm. w 1945?) – chorąży Wojska Polskiego, kawaler Orderu Virtuti Militari.

## Życiorys
Urodził się w rodzinie Teofila i Anny z domu Mielczarek. W 1918 zgłosił się do Wojska Polskiego i został wcielony do 4 pułku ułanów. Przydzielony do 4 szwadronu, walczył pod m.in. pod Lwowem. Za walki nad Berezyną został odznaczony Krzyżem Srebrnym Orderu Virtuti Militari. Po zakończeniu działań wojennych pozostał w wojsku jako podoficer zawodowy. W stopniu chorążego walczył w kampanii wrześniowej. Uniknął niewoli i w listopadzie 1939 znalazł się w Wilnie. Przedostał się do niemieckiej strefy okupacyjnej i wraz z synem zamieszkał we Włocławku u swojej teściowej. Po nawiązaniu kontaktu ze Związkiem Walki Zbrojnej rozpoczął działalność konspiracyjną. Został komendantem placówki Armii Krajowej w Kowalu. 13 czerwca 1943 we wsi Kruszyn został aresztowany przez Gestapo. Początkowo więziony w Radogoszczu skąd został przewieziony do Mauthausen. Zginął w niewyjaśnionych okolicznościach.

## Życie prywatne
Żonaty z Aleksandrą Ścieszek. Miał syna Włodzimierza (1927–1982) i córkę Danutę (1923–2010).

## Ordery i odznaczenia
- Krzyż Srebrny Orderu Virtuti Militari nr 4272[1].
- Krzyż Walecznych[1]